# Dicyrtomoidea
Dicyrtomoidea is een superfamilie van springstaarten en telt 199 beschreven soorten.

## Taxonomie
- Familie Dicyrtomidae - Börner, 1906
  - Onderfamilie Ptenothricinae - Richards, 1968
  - Onderfamilie Dicyrtominae - Richards, 1968